# Pjotr Alexandrowitsch Popow
Pjotr Alexandrowitsch Popow (russisch Пётр Александрович Попов; * 4. September 1985 in Kandalakscha) ist ein russischer Naturbahnrodler. Zusammen mit seinem Doppelsitzer-Partner Alexander Jegorow wurde er 2007 Vizeweltmeister, gewann fünf Bronzemedaillen bei Europameisterschaften und wurde 2005 Junioreneuropameister. Im Weltcup gewann das Doppel bisher drei Rennen und erreichte weitere 32 Podestplätze. Bis 2003 startete Popow auch im Einsitzer.

## Karriere
Pjotr Popow nahm ab 2000 an internationalen Juniorenmeisterschaften teil. Zu Beginn seiner Karriere startete er im Doppelsitzer gemeinsam mit Michail Trufanow und auch im Einsitzer. Bei der Junioreneuropameisterschaft 2000 in Umhausen wurde Popow 24. im Einsitzer und bei der Junioreneuropameisterschaft 2001 in Tiers 18. im Einsitzer. Im Doppelsitzer belegte er mit Trufanow die Plätze sieben und acht. Bei der Juniorenweltmeisterschaft 2002 in Gsies gelang Popow der zwölfte Platz im Einsitzer, zusammen mit Trufanow aber nur der achte und letzte Platz im Doppelsitzer. Seit dem Winter 2002/2003 startet Pjotr Popow gemeinsam mit Alexander Jegorow im Doppelsitzer. Am 19. Januar 2003 bestritten sie ihr erstes Weltcuprennen in Moskau und kamen als Vorletzte auf den elften Platz. Hier nahm Pjotr Popow auch zum einzigen Mal an einem Weltcuprennen im Einsitzer teil und fuhr dabei auf Platz 24. Zwei Wochen nach dem Weltcupdebüt erzielte Popow bei der Junioreneuropameisterschaft 2003 in Kreuth den 21. Platz im Einsitzer und mit Jegorow Rang fünf im Doppelsitzer. Eine weitere Woche später startete das Duo Jegorow/Popow bei der Weltmeisterschaft 2003 in Železniki erstmals bei einem internationalen Titelkampf in der Allgemeinen Klasse und erzielte Platz zehn von zwölf gewerteten Doppelsitzerpaaren. Bei dieser WM startete Popow auch zum letzten Mal im Einsitzer und belegte Rang 23. Fortan ging er bei internationalen Wettkämpfen nur noch im Doppelsitzer an den Start. Wie in der vorigen Saison nahmen Jegorow/Popow auch in der Saison 2003/2004 nur am Weltcuprennen in Moskau teil. Diesmal erreichten sie den sechsten Platz von acht gewerteten Doppelsitzern. Bei der Juniorenweltmeisterschaft 2004 in Kindberg erzielte das Doppel den vierten Platz und bei der Europameisterschaft 2004 in Hüttau Rang sechs.
In den nächsten beiden Jahren starteten Pjotr Popow und Alexander Jegorow bereits in mehreren Weltcuprennen. In der Saison 2004/2005 nahmen sie an vier von sechs Rennen teil, kamen jedes Mal unter die besten acht und belegten damit im Gesamtweltcup den achten Platz. In der Saison 2005/2006 starteten sie in den ersten drei Weltcuprennen, erzielten in Longiarü und Olang jeweils den fünften Platz und in Kindberg Rang acht und wurden damit Siebente im Doppelsitzer-Gesamtweltcup. Einen großen Erfolg erzielten die beiden Russen bei der Junioreneuropameisterschaft 2005 in ihrem Heimatort Kandalakscha. Mit fast drei Sekunden Vorsprung auf die Österreicher Mario Schernthaner und Siegfried Truppe wurden die damals 19-Jährigen Junioreneuropameister im Doppelsitzer. Bei der einen Monat davor ausgetragenen Weltmeisterschaft 2005 in Latsch wurden sie Siebente im Doppelsitzer. Bei der Europameisterschaft 2006 in Umhausen erzielten Jegorow/Popow den achten Platz im Doppelsitzer. Seit der Saison 2006/2007 sind Pjotr Popow und Alexander Jegorow in allen Weltcuprennen am Start und feierten am 14. Januar 2007 in Umhausen ihren ersten und bisher einzigen Weltcupsieg, als sie 16 Hundertstelsekunden vor dem russischen Nummer-eins-Doppel Pawel Porschnew und Iwan Lasarew ins Ziel kamen. Ein weiterer Podestplatz – Rang drei am 9. Februar in Moos in Passeier – sowie insgesamt fünf Platzierungen unter den besten sieben verhalfen ihnen zum vierten Platz im Gesamtweltcup und damit zu ihrem bisher besten Ergebnis im Gesamtklassement. Ihre gute Form zeigten Pjotr Popow und Alexander Jegorow auch bei der Weltmeisterschaft 2007 im kanadischen Grande Prairie, wo sie mit 1,42 Sekunden Rückstand auf ihre Landsmänner Porschnew/Lasarew die Silbermedaille im Doppelsitzer gewannen und zudem gemeinsam mit Julija Wetlowa im Team Russland II Vierte im Mannschaftswettbewerb wurden.
In der Saison 2007/2008 erzielte das Duo Jegorow/Popow zunächst zwei siebente Plätze, kam dann zweimal unter die besten fünf und beendete die Saison mit zwei dritten Plätzen in Železniki, womit sie im Gesamtweltcup den fünften Platz erreichten. Bei der Europameisterschaft 2008 in Olang gewannen sie hinter ihren Landsmännern Porschnew/Lasarew und den Italienern Patrick Pigneter und Florian Clara die Bronzemedaille. In der Saison 2008/2009 blieben Jegorow/Popow jedoch ohne Podestplatz. Ihr bestes Resultat war der vierte Rang in Deutschnofen, zweimal kamen sie auf Platz fünf und alle anderen Rennen beendeten sie zumindest unter den besten acht. Im Gesamtweltcup fielen sie auf Platz sieben zurück – lediglich einen Punkt hinter den sechstplatzierten Christian Schatz und Gerhard Mühlbacher. Bei der Weltmeisterschaft 2009 in Moos in Passeier fuhr das Duo Jegorow/Popow im Doppelsitzer unmittelbar hinter ihren Teamkollegen Porschnew/Lasarew auf Platz fünf. Im Mannschaftswettbewerb kamen Pjotr Popow und Alexander Jegorow – wiederum mit Julija Wetlowa als Team Russland II – auf den achten Platz. Zu Beginn der Saison 2009/2010 gelangen Jegorow/Popow wieder zwei Podestplätze im Weltcup; sie erzielten in Nowouralsk den dritten und den zweiten Platz. Danach kamen sie allerdings in keinem Weltcuprennen mehr unter die besten fünf und konnten sich im Gesamtweltcup nur um einen Platz auf Rang sechs verbessern. Bei der Europameisterschaft 2010 in St. Sebastian gewannen Jegorow/Popow wie schon vor zwei Jahren in Olang die Bronzemedaille im Doppelsitzer – diesmal hinter Patrick Pigneter und Florian Clara sowie den Polen Andrzej Laszczak und Damian Waniczek. Im Mannschaftswettbewerb erreichten sie diesmal zusammen mit Jekaterina Lawrentjewa erstmals im Team Russland I startend den fünften Platz.
In der Saison 2010/2011 nahmen Pjotr Popow und Alexander Jegorow nur an den ersten beiden Weltcuprennen in Nowouralsk teil. Sie belegten die Plätze fünf und drei und damit Rang zehn im Gesamtweltcup. In der Saison 2011/2012 starteten sie wieder in fünf der sechs Doppelsitzer-Weltcuprennen des Winters, konnte sich mit Platzierungen zwischen Rang fünf und Rang zehn aber nur auf den neunten Platz im Gesamtweltcup verbessern. Bei der Europameisterschaft 2012 in Nowouralsk belegten Jegorow/Popow den siebten Platz im Doppelsitzer, während sie im Mannschaftswettbewerb mit Ljudmila Aksenenko und Stanislaw Kowschik im Team Russland II Sechste wurden.

## Erfolge

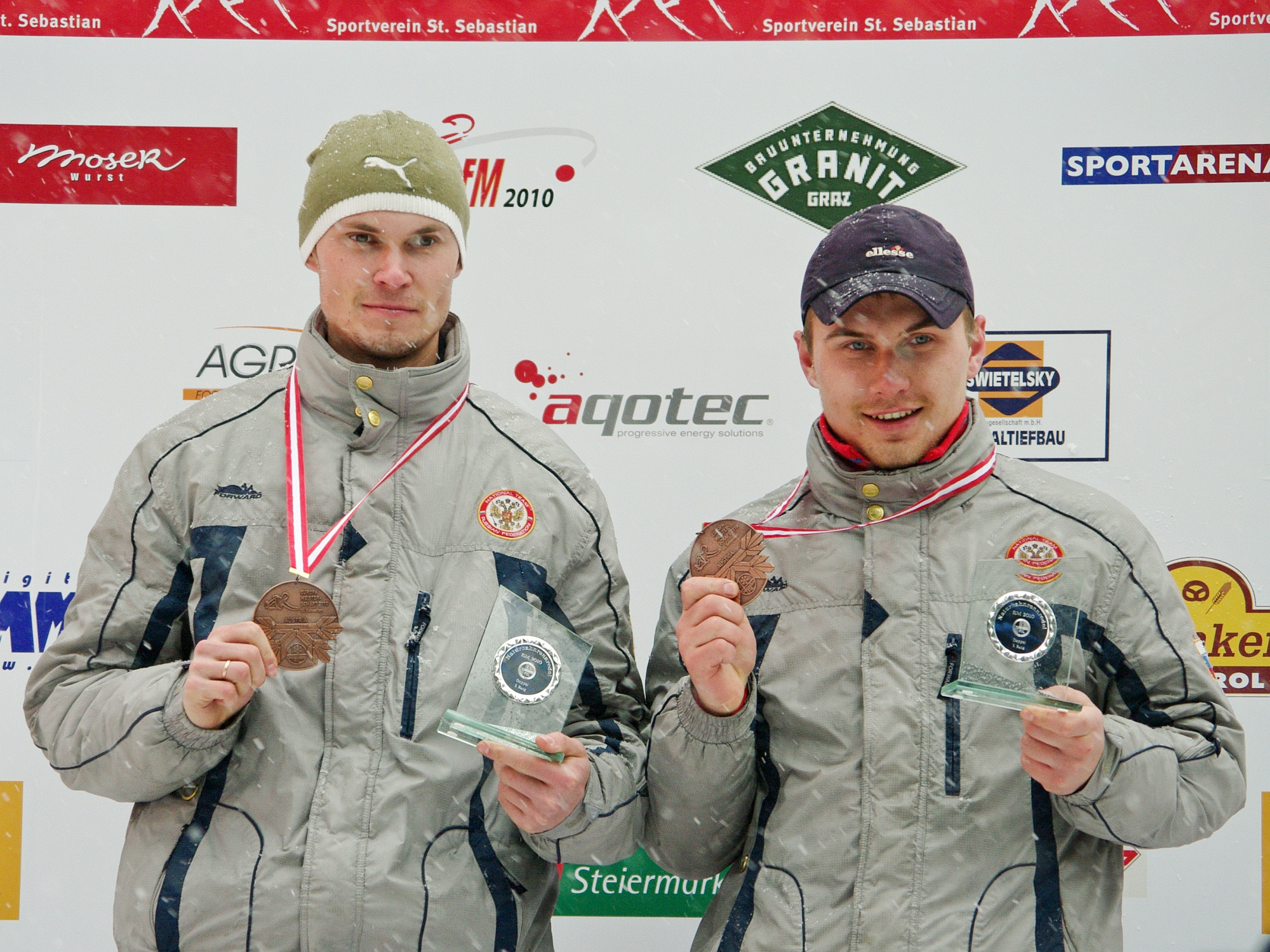
Pjotr Popow (rechts) und Alexander Jegorow während der Doppelsitzer-Siegerehrung der Europameisterschaft 2010

(wenn nicht anders angegeben, Doppelsitzer mit Alexander Jegorow)

### Weltmeisterschaften
- Železniki 2003: 23. Einsitzer, 10. Doppelsitzer
- Latsch 2005: 7. Doppelsitzer
- Grande Prairie 2007: 2. Doppelsitzer, 4. Mannschaft
- Moos in Passeier 2009: 5. Doppelsitzer, 8. Mannschaft
- Deutschnofen 2013: 4. Doppelsitzer
- Sankt Sebastian 2015: 5. Doppelsitzer
- Vatra Dornei 2017: 8. Einsitzer
- Latzfons 2019: 6. Doppelsitzer
- Umhausen 2021: 5. Doppelsitzer

### Europameisterschaften
- Hüttau 2004: 6. Doppelsitzer
- Umhausen 2006: 8. Doppelsitzer
- Olang 2008: 3. Doppelsitzer
- St. Sebastian 2010: 3. Doppelsitzer, 5. Mannschaft
- Nowouralsk 2012: 7. Doppelsitzer, 6. Mannschaft
- Umhausen 2014: 3. Doppelsitzer
- Passeier 2016: 3. Mannschaft, 6. Doppelsitzer
- Obdach 2018: 3. Doppelsitzer
- Moskau 2020: 5. Doppelsitzer
- Laas 2022: 5. Doppelsitzer

### Juniorenweltmeisterschaften
- Gsies 2002: 12. Einsitzer, 8. Doppelsitzer (mit Michail Trufanow)
- Kindberg 2004: 4. Doppelsitzer

### Junioreneuropameisterschaften
- Umhausen 2000: 24. Einsitzer, 7. Doppelsitzer (mit Michail Trufanow)
- Tiers 2001: 18. Einsitzer, 8. Doppelsitzer (mit Michail Trufanow)
- Kreuth 2003: 21. Einsitzer, 5. Doppelsitzer
- Kandalakscha 2005: 1. Doppelsitzer

### Weltcup
- 3× 2. Gesamtrang im Doppelsitzer-Weltcup in den Saisonen 2013/14, 2014/15 und 2018/19
- 2× 3. Gesamtrang im Doppelsitzer-Weltcup in den Saisonen 2015/16 und 2017/18
- 35 Podestplätze im Doppelsitzer, davon drei Siege:

| Datum           | Ort      | Land       | Disziplin    |
| --------------- | -------- | ---------- | ------------ |
| 14. Januar 2007 | Umhausen | Österreich | Doppelsitzer |
| 4. Januar 2015  | Laas     | Italien    | Doppelsitzer |
| 15. Januar 2017 | Moskau   | Russland   | Doppelsitzer |